# Lexington (автомобиль)
Lexington (рус. Лексингтон) — легковой автомобиль производившийся в Соединённых Штатах Америки в первой половине XX века.
Завод по производству автомобилей марки «Лексингтон» располагался в городе Коннерсвилле в штате Индиана с 1910 по 1927 год, пока завод не был переоборудован под производство автомобилей «Auburn».
С самого начала автомобили «Lexington», как и большинство других автомобилей построенных в Индиане, были собраны с компонентами от разных поставщиков. Наиболее популярными и востребованными моделями «Лексингтонов» стали «Thoroughbred Six» и «Minute Man Six», также заметными представителями этого бренда являются «Ansted» и «Ansted-Lexington».
Производством этих автомобилей занималась компания «Lexington Motor Company», которая была зарегистрирована в штате Кентукки в городе Лексингтон в 1909 году, и уже через год вышла на федеральный уровень. С 1912 года, автомобили компании стали принимать участие в наиболее известной ежегодной гонке на автомобилях с открытыми колёсами, проводящаяся в Новом свете «500 миль Индианаполиса».